# والریکو (فلوریدا)
والریکو (به انگلیسی: Valrico) یک منطقهٔ مسکونی در ایالات متحده آمریکا است که در شهرستان هیلزبرو، فلوریدا واقع شده‌است. والریکو ۳۶٫۸ کیلومتر مربع مساحت و ۳۵٬۵۴۵ نفر جمعیت دارد و ۱۷ متر بالاتر از سطح دریا قرار دارد.